# Pont Konrad-Adenauer (Wurtzbourg)
Le pont Konrad-Adenauer est le plus au sud des quatre ponts routiers de Wurtzbourg traversant le Main. Le pont de 420 mètres de long traverse le périphérique sud de la ville à quatre voies et les pistes piétonnes et cyclables des deux côtés de la chaussée.

## Géographie
Le pont Konrad-Adenauer est situé au sud de Würzburg au kilomètre 255,06 depuis la source du Main. Il relie les quartiers de Sanderau et de Frauenland sur la rive droite à celui de Heidingsfeld sur la rive gauche. En termes juridiques, il ne couvre que les espaces verts de la rive, tandis que sur la rive gauche du Main, il mène également sur les voies de tramway et la Mergentheimer Strasse. Il est particulièrement important pour les résidents des parties sud de la ville et le trafic de transit sur le périphérique de la ville, car le prochain pont routier en direction sud est à environ 10 km et le Ludwigsbrücke au nord est déjà dans le centre-ville.
Immédiatement au sud du pont Konrad-Adenauer se trouve le pont ferroviaire à double voie pour les lignes de chemin de fer de Wurtzbourg à Stuttgart (KBS 780) et Treuchtlingen (KBS 920).

## Architecture
La construction du pont commence en 1965 et, après deux ans de construction, s'achève en 1967, l'année de la mort de Konrad Adenauer. Il s'agit de l'avant-dernier nouveau pont de Würzburg. Il est initialement conçu pour une charge de trafic quotidienne de 25 000 à 30 000 véhicules, mais le trafic a maintenant doublé pour atteindre 55 000 véhicules. La structure de 420 mètres de long en béton précontraint se compose de quatre champs, qui sont légèrement voûtés au-dessus des piliers
. La hauteur libre sur la rivière est de 6,80 m.
Depuis le début des années 1990, le pont doit être renouvelé en permanence ; ainsi les chapeaux de pont, les paliers du pont, les joints de couplage et le système de drainage sont modernisés ou remplacés et de petites réparations de la chaussée sont effectuées jusqu'en 2002. De juin à septembre 2007, les voies vers Heidingsfeld et à partir du printemps 2008 les voies en sens inverse sont complètement renouvelées.

## Source de la traduction
- (de) Cet article est partiellement ou en totalité issu de l’article de Wikipédia en allemand intitulé « Konrad-Adenauer-Brücke (Würzburg) » (voir la liste des auteurs).

1. 1 2  (de) Holger Welsch, « Baustelle Adenauer-Brücke: Stau in Maßen », Main Post,‎ 8 juin 2007 (lire en ligne)